# Stictocardia macalusoi
Stictocardia macalusoi är en vindeväxtart som först beskrevs av Giovanni Ettore Mattei, och fick sitt nu gällande namn av Bernard Verdcourt. Stictocardia macalusoi ingår i släktet Stictocardia och familjen vindeväxter. Inga underarter finns listade i Catalogue of Life.